# Tolmera
Tolmera là một chi bướm đêm thuộc họ Geometridae.